# Canduas
Canduas o San Martín de Canduas (llamada oficialmente San Martiño de Canduas) es una parroquia y una aldea española del municipio de Cabana de Bergantiños, en la provincia de La Coruña, Galicia.

## Localización
La parroquia, que conserva su estructura medieval, está construida alrededor del Monasterio de San Martiño de Canduas.

## Entidades de población
Entidades de población que forman parte de la parroquia:
- A Costa
- Aguarrey (Augarrei)
- Arnela
- As Carballas
- As Revoltas
- A Telleira
- Buzaco (O Buzaco)
- Cabodarea (O Cabo de Area)
- Cachadiña (A Cachadiña)
- Canduas
- Cruz do Cabalo (A Cruz do Cabalo)
- Frejufre (Frexufre)
- Las Grelas (As Grelas)
- Monelos
- Pedrageira
- Rebordelo
- San Pedro
- Semonte (Somonte)
- Sinde
- Taboído
- Trasdagra (Tras da Agra)
- Ures

## Demografía

### Parroquia
| Gráfica de evolución demográfica de Canduas (parroquia) entre 2000 y 2018 |
|                                                                           |
| Datos según el nomenclátor publicado por el INE.                          |

### Aldea
| Gráfica de evolución demográfica de Canduas (aldea) entre 2000 y 2018 |
|                                                                       |
| Datos según el nomenclátor publicado por el INE.                      |

## Patrimonio
Canduas goza de un magnífico patrimonio histórico, entre el que destaca el castro Sinde, un poblado fortificado de la Edad del Hierro, la capilla de Fátima, la Iglesia de San Martiño de Canduas y el ayuntamiento de la Segunda República.

## Turismo
Además tiene también dos miradores, el Mirador das Grela, con vistas panorámicas sobre la barra y el Monte Blanco y el Monte do Castelo, desde donde se puede observar la parroquia y los concellos vecinos y vislumbrar la ciudad de La Coruña. Hay también dos rutas turísticas y dos sendas, una marítima y otra fluvial.